# Звонимироваць
Звонимироваць (хорв. Zvonimirovac) — населений пункт у Хорватії, у Вировитицько-Подравській жупанії у складі громади Чаджавиця.

## Населення
Населення за даними перепису 2011 року становило 253 осіб.
Динаміка чисельності населення поселення:

## Клімат
Середня річна температура становить 11,32 °C, середня максимальна – 25,93 °C, а середня мінімальна – -5,88 °C. Середня річна кількість опадів – 711 мм.
| Клімат поселення                              | Клімат поселення | Клімат поселення | Клімат поселення | Клімат поселення | Клімат поселення | Клімат поселення | Клімат поселення | Клімат поселення | Клімат поселення | Клімат поселення | Клімат поселення | Клімат поселення | Клімат поселення |
| Показник                                      | Січ.             | Лют.             | Бер.             | Квіт.            | Трав.            | Черв.            | Лип.             | Серп.            | Вер.             | Жовт.            | Лист.            | Груд.            |                  |
| Середній максимум, °C                         | 5,94             | 8,19             | 12,72            | 17,38            | 22,80            | 25,93            | 25,46            | 24,84            | 20,44            | 15,16            | 9,41             | 5,24             |                  |
| Середня температура, °C                       | 0,01             | 2,25             | 6,80             | 11,46            | 16,88            | 19,99            | 21,77            | 21,17            | 16,78            | 11,50            | 5,71             | 1,56             |                  |
| Середній мінімум, °C                          | −5,88            | −3,68            | 0,88             | 5,54             | 10,96            | 14,10            | 18,09            | 17,47            | 13,08            | 7,79             | 2,03             | −2,13            |                  |
| Норма опадів, мм                              | 43               | 39               | 42               | 56               | 68               | 89               | 66               | 68               | 57               | 60               | 69               | 54               |                  |
| Середньомісячна швидкість вітру, м/с          | 2.20             | 2.50             | 2.80             | 2.70             | 2.40             | 2.20             | 2.10             | 1.90             | 1.98             | 2.00             | 2.20             | 2.30             |                  |
| Середньомісячна сонячна радіація, кДж/м²·день | 4118             | 6846             | 10797            | 15277            | 19362            | 21354            | 22224            | 19922            | 14702            | 9093             | 4660             | 3443             |                  |
| --------------------------------------------- | ---------------- | ---------------- | ---------------- | ---------------- | ---------------- | ---------------- | ---------------- | ---------------- | ---------------- | ---------------- | ---------------- | ---------------- | ---------------- |
| Джерело:                                      |                  |                  |                  |                  |                  |                  |                  |                  |                  |                  |                  |                  |                  |